# ボイス (映画)
『ボイス』（原題：폰、英題：Phone）は、2002年公開の韓国映画。アン・ビョンギ監督。ハ・ジウォン主演。
『着信アリ』と同じ携帯電話を題材にしたホラー映画。トイレット・ピクチャーズ製作。ディズニー作品を手がけるブエナビスタ（現ウォルト・ディズニー・スタジオ・モーション・ピクチャーズ）が配給を担う。

## ストーリー
援助交際の記事を書いた雑誌記者のジウォンは、脅迫電話に苦しめられ、親友のホジョンとその夫・チャンフンに勧められるまま、夫妻の別荘にしばらく身を隠すことにする。そして、携帯電話の番号を変えようと電話会社に行くが、どうやっても一つの番号 (011-9998-6644) しか候補が出ず、その番号に決める。
だが、誰にも告げていないその番号に、何故か非通知電話がかかってくる。そして、気晴らしにと美術館に行ったある日、ホジョンの娘・ヨンジュが電話に出てしまう。電話に出てから、ヨンジュはおかしくなってしまった。
危機を感じたジウォンは警察に助けを求め、以前にも、この番号を使っていた者たちが次々に謎の死を遂げていたことを発見する。

## エピソード
本作のコンセプトは、2000年9月から監督の母校でもあるソウル芸大で講義をしていた際、学生達に「携帯電話を題材にしたホラーはどうだろう?」と問うたところ、反応がよくてシナリオを書き始めた。
- 劇中に使用されている携帯電話番号 (011-9998-6644) はアン・ビョンギ監督自身のもの。韓国で公開された後、一日千件以上のいたずら電話がかかってきた。
- ジウォンを演じるハ・ジウォンは、前作『友引忌』でウンジュ（キョンア）を演じた（吹き替えは坂本真綾）。監督は、彼女をいたく気に入り、本作で主役に抜擢させた。
- 役名のジウォンは、演じるハ・ジウォンからとられたもの。当初は別の名前だったが、ハ・ジウォンの名前が候補に挙がっていた際、同じ名前なら断られないだろう。と監督が考えたことに由来する。
- 公開後、劇中に出てくる「私たちは愛し合う運命なんだ」というセリフをメールで送りあうことが韓国で流行した。

## キャスト
- ジウォン：ハ・ジウォン

本作の主人公で雑誌記者。援助交際の記事を書いて脅迫電話に苦しめられていたところを
ホジョンの夫のチャンフンの勧めで別荘に転がり込むが、その日から不可解な出来事に巻き込まれる。
愛車はルノーサムスン・SM5（初代前期型6気筒）
- ホジョン：キム・ユミ

学生時代からのジウォンの親友。チャンフンの妻。
一人娘のヨンジュがいるが、不妊症だったため、ジウォンが卵子提供して授かった命である。
- チャンフン：チェ・ウジェ

ホジョンの夫。ウンジュの父親。
- ジニ：チェ・ジヨン

異変の調査で浮上してきた行方不明の女子高生。当初は彼氏が出来たら自慢するような元気な性格だったが
ある日を境に冷たい性格になってしまった。
- ヨンジュ：ウン・ソウ

ホジョンとチャンフンの娘。4歳。ジウォンことを「お姉ちゃん」と呼んでいるが、ジウォンの娘でもある。
美術館でジウォンの携帯にかかってきた着信に出てから子供とは思えない言動と発作を繰り返すようになる。
- ストーカー男

援助交際の記事がもとで、ジウォンに脅迫電話や不気味な画像を送りつけている男。
物語中盤、電話番号を替え、警察に顔を出すようになったジウォンにしびれをきらし、殺す直前まで追い詰めるが
ジウォンの携帯にかかってきた着信に出たとたん、急に苦しみだし、追い詰めたジウォンを残してその場から逃げ出す。
その後、自分が運転する車（ヒュンダイ・ソナタ）で単独事故を起こし、車内で死亡していた。
- ジャヨン：チェ・ジョンユン

序盤に登場するコートの女性。エレベーターで精神性心臓マヒを起こし、死亡する。
演じるチェ・ジョンユンは、前作「友引忌」でハ・ジウォン演じる「ウンジュ」をいじめていた「ソネ」を演じている。

### 日本語吹替
| 役名       | 俳優         | 日本語吹替 | 日本語吹替 |
| 役名       | 俳優         | ソフト版 | フジテレビ版 |
| ---------- | ------------ | --- | --- |
| ジウォン   | ハ・ジウォン | 純名りさ | 日髙のり子 |
| ホジョン   | キム・ユミ   | りょう | 山崎美貴 |
| チャンフン | チェ・ウジェ | てらそままさき | 横堀悦夫 |
| ジニ       | チェ・ジヨン | 川本絢子 | 小笠原亜里沙 |
| ヨンジュ   | ウン・ソウ   | 久野美咲 | 三村ゆうな |
| その他     |              | 園崎未恵 楠大典 中野順一朗 竹田まどか 乃村健次 細野雅世 服部幸子 蓮池龍三 林智恵 谷昌樹 種田文子 佐藤未央 久保田民絵 水田わさび | 小林沙苗 楠大典 木下紗華 佐藤しのぶ 宮本充 石住昭彦 百々麻子 山野井仁 寺内よりえ 赤城進 後藤敦 加納千秋 小暮英麻 青山桐子 遠藤綾 |
|            |              | | |
| 演出       |              | 岩見純一 | 高橋剛 |
| 翻訳       |              | 根本理恵 原口真由美 | 原口真由美 |
| 調整       |              | 菊池悟史 | 飯塚秀保 |
| 効果       |              | | リレーション |
| 制作       |              | ACクリエイト DISNEY CHARACTER VOICES INTERNATIONAL, INC.                                                                        | グロービジョン |
| 初回放送   |              | | 2006年4月21日 『ミッドナイトアートシアター』 02:50-4:44                                                                          |

## 小説
日本公開とほぼ同じくして、角川ホラー文庫より、作家・吉村達也によってノベライズされた。
- 「ボイス」ISBN 4-04-178974-5